# ناتاليا كامبوس
ناتاليا كامبوس (بالإسبانية: Natalia Campos)‏ هي لاعبة كرة قدم تشيلية، ولدت في 12 يناير 1992 في تشيلي. لعبت مع نادي أونيفرسيداد كاتوليكا.

## روابط خارجية
- ناتاليا كامبوس على موقع الاتحاد الدولي (مؤرشف)  (الإنجليزية)
- ناتاليا كامبوس على موقع قاعدة بيانات كرة القدم.إي يو (الإنجليزية)
- ناتاليا كامبوس على موقع اللجنة الأولمبية الدولية (الإنجليزية)
- ناتاليا كامبوس على موقع أوليمبيديا (الإنجليزية)